# Dimitrij
Dimitrij, op. 64, és una òpera en quatre actes composta per Antonín Dvořák sobre un llibret txec escrit per Marie Červinková-Riegrová. Es va estrenar al Nou Teatre Txec de Praga el 8 d'octubre de 1882. La història està inspirada en la novel·la inacabada Demetrius de Friedrich von Schiller sobre l'episodi de la història russa El false Dimitri.

## Origen i context
Dimitrij marca el punt culminant de les òperes sobre temes que tracten conflictes nacionals: Alfred (1870, anglesos/danesos) i Vanda (1876, rev 1880, polonesos/alemanys). La resta d'òperes de la dècada de 1880, que inclouen El rei i el carboner, Els amants obstinats i El camperol astut són del gènere còmic del poble txec.

### Gènesi

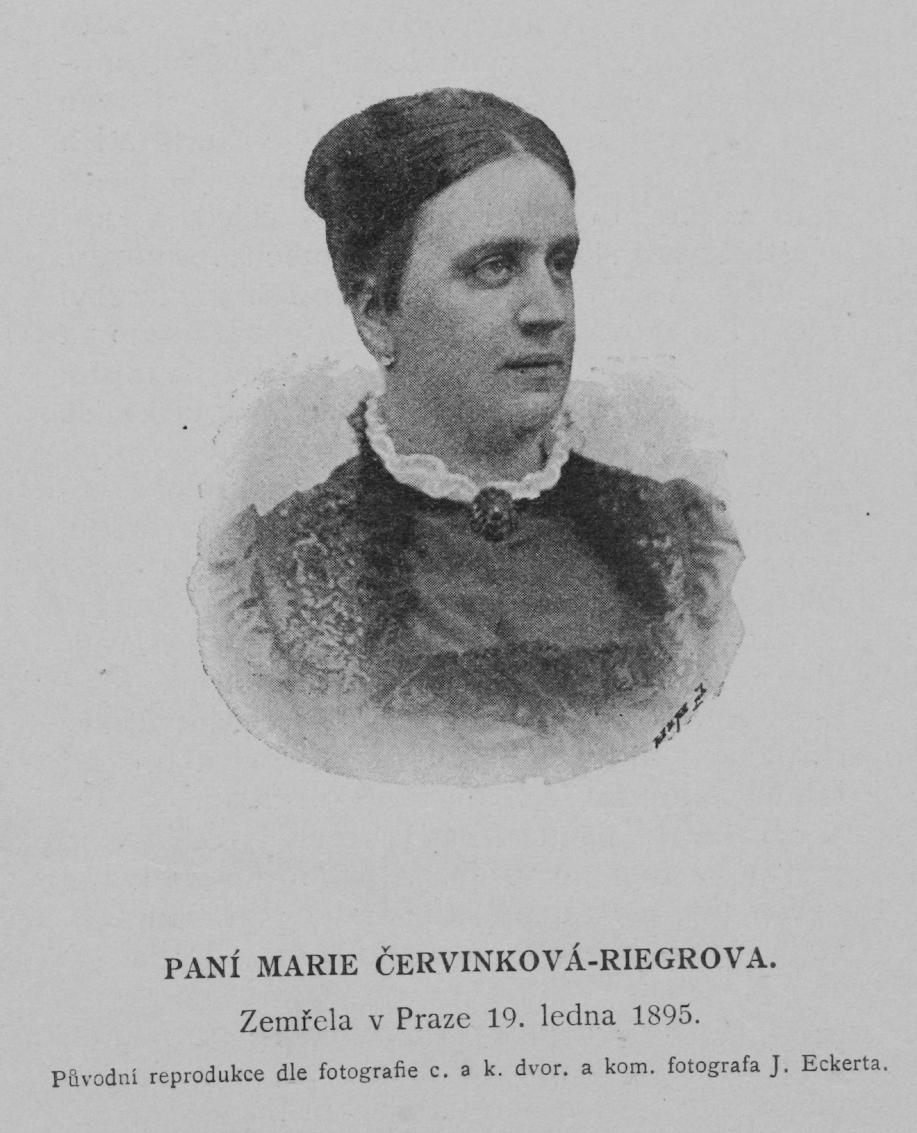
Marie Červinková-Riegrová, autora del llibret

La gestació de Dimitrij va ser molt complexa i extensa, sense paral·lel en cap de les altres òperes del compositor. Marie Červinková-Riegrová va escriure el llibret el 1877, que primer es va assignar al compositor Karel Šebor. Però Šebor va tenir problemes amb la direcció del Teatre Provisional de Praga i es va desplaçar a Viena. Llavors, a través de la mediació Jan Nepomuk Maýr, director del Teatre Provisional, Marie Červinková-Riegrová el va oferir a Dvořák a finals de 1880. En aquell moment, el compositor estava en un estat d'ànim entusiasta per l'èxit de la seva anterior òpera El camperol astut, que fins i tot s'havia representat als escenaris estrangers. Dvořák, anhelava aconseguir fama internacional també com a compositor d'òpera i va quedar encantat de rebre aquest encàrrec, ja que tenia al cap crear una òpera important amb una història «internacional» per reforçar la seva posició com a autor dramàtic. També hi va veure una oportunitat de posar en escena una òpera en la imminent obertura del nou Teatre Nacional de Praga i el prestigi que això significava. Un altre motiu per utilitzar aquest llibret va ser en gran manera pel seu tema eslau, que tant s'ajustava al seu propi credo personal, com al de la majoria de la societat txeca del moment.
Dimitrij va ser compost entre maig de 1881 i setembre de 1882. L'òpera s'havia d'estrenar el 1881 al nou Teatre Nacional de Praga, però l'incendi a l'edifici un temps abans de l'estrena va ajornar la data de la representació i va obligar a trobar un nou local. Mentrestant, el compositor va reelaborar la seva obra: escrita inicialment per cinc actes, el llibret es va retallar finalment de l'últim, aturant la història en el moment de la mort del personatge Dimitrij.

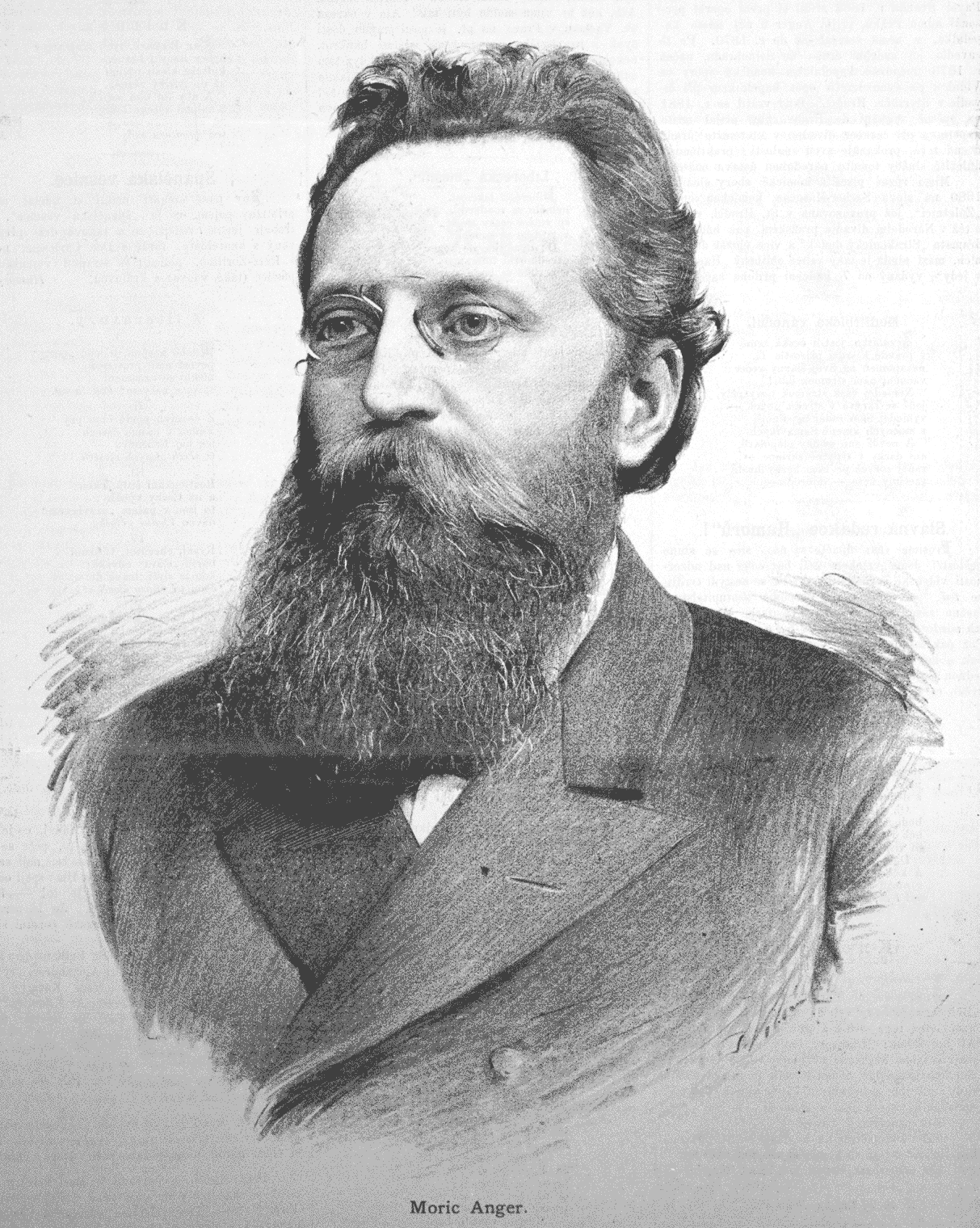
Mořic Stanislav Anger, director de l'estrena

L'òpera, en la seva versió original, es va crear finalment el 8 d'octubre de 1882 dirigida per Moric Anger, amb l'orquestra i el cor del Teatre Provisional de Praga, i la direcció escènica de Frantisek Kolar. L'actuació de la primera creacióva ser un gran èxit; l'òpera es va representar més de cinquanta vegades durant la dècada de 1880. La crítica positiva de l'òpera d'⁣Eduard Hanslick — malgrat algunes reserves — per la Hauptstadt de l'Imperi Austrohongarès va contribuir a la fama internacional de Dimitrij; per tant, el compositor desitja que la seva obra es representi a Viena. No obstant això, l'Imperi dels Habsburg va rebutjar les influències i les creacions eslaves, per la qual cosa no va permetre interpretar Dimitrij.

### Revisions
La composició completa de l'obra que coneixem avui és el resultat de tretze anys d'anar-la retocant, durant aquest període el compositor va fer des de revisions menors fins a intervencions fonamentals en la mateixa trama de l'obra. La versió revisada de Dimitrij va ser escrita durant l'estiu de 1883 i la seva segona versió entre abril i juliol de 1894. Aquesta última té una entrada i una numeració diferents de la versió original de l'òpera al catàleg d'obres d'Antonín Dvořák de Jarmil Burghauser.
La història de la creació de l'òpera no va acabar aquí. Eduard Hanslick, un crític influent amb vincles amistosos amb Dvořák, va trobar l'escena de l'assassinat de Xènia al quart acte massa brutal i va fer que un canvi en la història fos una condició sine qua non per a la producció de l'òpera a Viena. A petició del compositor, Červinková va reescriure aquesta part i va fer que Xènia entrés a un convent.
La versió revisada va ser creada el 20 novembre 1883 a Praga al mateix teatre d'òpera. L'orquestra, la direcció i la posada en escena van anar a càrrec de les mateixes persones. La segona versió de l'òpera es va crear el 7 de novembre de 1894 amb les mateixes condicions i equipament que les dues primeres. Aquestes diferents versions, però, no van aconseguir l'èxit obtingut per la primera. Això obligà el compositor a invertir el seu desig d'interpretar només l'última versió, sent la primera la que reuneix més apreciacions.
Encara sota la influència del crític Eduard Hanslick, Antonín Dvořák esborrarà els números de la seva òpera durant les múltiples revisions que patirà l'obra per tal d'apropar-la al continu estil musical de Wagner, allunyant-la efectivament del gènere de la grand opéra de Meyerbeer, de la primera versió de la creació l'any 1882. Durant els anys vinents es produiran altres canvis estilístics i de llibret.

### Representacions

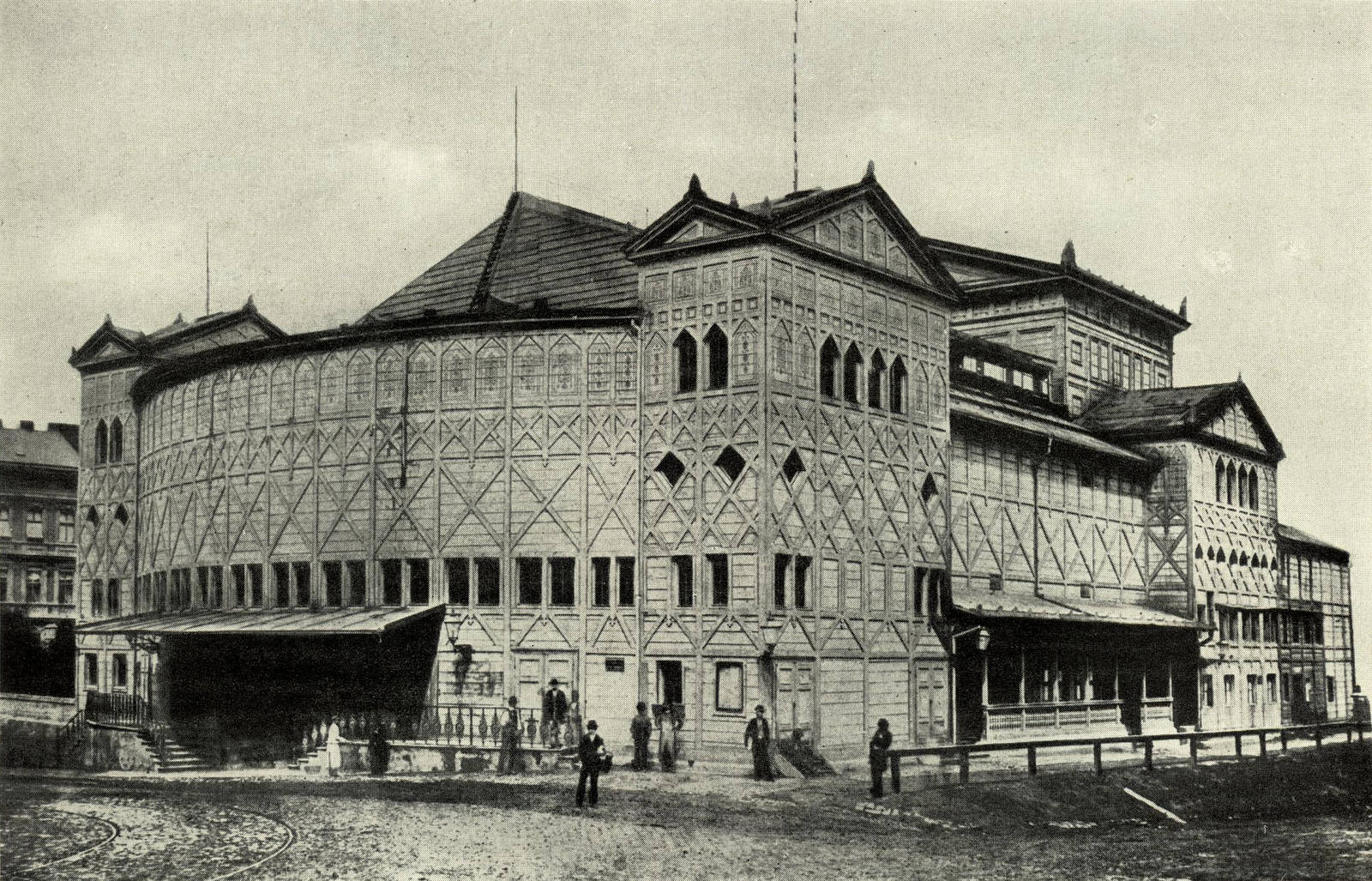
El Nou Teatre Txec de Praga, amb l'estructura de fusta, on es va estrenar Dimitrij

Dimitrij va ser representada l'any 1892 a l'Exposició Internacional de Música i Teatre de Viena. El públic va considerar l'òpera massa arcaica i va criticar el seu estil extret de la grand opéra. Paral·lelament, durant el mateix esdeveniment, l'òpera del seu compatriota Bedřich Smetana, La núvia venuda, va ser molt apreciada pel públic.
Karel Kovařovic, després de comparar totes les versions, va crear una versió híbrida de la primera versió de Dimitrij el 1906, dos anys després de la mort del compositor. Això servirà com a base per a totes les representacions posteriors de l'òpera. Es pot trobar en particular al Teatre Nacional de Praga durant la primera meitat del segle xx. Una edició més propera a l'obra original la realitza Milan Pospíšil. Es va gravar per primera vegada el 1989 i es va presentar a l'escenari de Brno el 1990.
Dimitrij es representarà regularment durant el segle xx, però gairebé exclusivament a la República Txeca. L'òpera es va representar notablement l'any 2004 al Teatre Nacional de Praga amb motiu del centenari de la mort del compositor. El mateix any es va fer una versió en concert al Royal Albert Hall de Londres, dirigida per Richard Hickox, amb el Cor Filharmònic eslovac. Dimitrij va ser representada a Boston al Jordan Hall l'any 2016, en versió concert de l'Odyssey Opera, dirigida per Gil Rose. L'òpera es va representar per primera vegada als Estats Units el 29 de juliol de 2017 al Bard College. El director de l'establiment, i musicòleg, Leon Botstein va redescobrir l'obra d'Antonín Dvořák i es va fer càrrec de l'orquestra durant les actuacions al Bard Music Festival.

## Descripció
Sisena òpera del compositor, és una grand opéra distribuïda en quatre actes d'aproximadament tres hores de durada. La història, basada en fets reals, reprèn la llegenda del tsar rus Borís Godunov del segle XVI, però se centra en el personatge de Dmitri, presumpte fill d'Ivan el Terrible. El llibret recull la història just quan s'atura BorÍs Godunov de Mússorgki. A més, la diferència principal en la història de Dimitrij prové del fet que el personatge principal creu sincerament que és el fill d'Ivan; no és una hipòtesi com a la història original.

### Rols
| Rol                                                                  | veu       | Creadors              | Creadors               | Creadors             |
|                                                                      |           | Primera versió (1882) | Versió revisada (1883) | Segona versió (1894) |
| -------------------------------------------------------------------- | --------- | --------------------- | ---------------------- | -------------------- |
| Dimitrij, presumpte fill d'Ivan el Terrible                          | tenor     | Vaclav Soukup         | Carlo Raverta          | Vladimir Florjanski  |
| Marfa, vídua d'Ivan                                                  | contralto | Eleonora z Ehrenbergu | Eleonora z Ehrenbergu  | Ruzena Vykoukalova   |
| Marina, filla de Dimitrij                                            | soprano   | Marie Sitova          | Marie Sitova           | Ruzena Maturova      |
| Xenie, filla del tsar Boris Gudonov                                  | soprano   | Irma Reichova         | Irma Reichova          | Anna Vesela          |
| Basmanov, comandant de l'exèrcit del tsar                            | baix      | Frantisek Hynek       | Frantisek Hynek        | Frantisek Hynek      |
| Shuisky, príncep                                                     | baríton   | Josep Lev             | Leopold Stropnicky     | Vaclav Viktorin      |
| Jov, el patriarca de Moscou                                          | baix      | Ferdinand Koubek      | Ferdinand Koubek       | Vaclav Kliment       |
| Neborsky                                                             | tenor     | J.Christl             | J.Christl              | Senyor Frantisek     |
| Lipski                                                               | baríton   | Vaclav Mikolas        | Bohumil Benoni         | -                    |
| Buchinsky                                                            | baríton   | -                     | -                      | K. Pulc              |
| La gent de Moscou, els sacerdots, la Companyia Polonesa, els soldats |           |                       |                        |                      |

### Orquestració
| Cordes                                                             |
| cordes (violins, violes, violoncels), 2 arpes                      |
| Vent fusta                                                         |
| 2 flautes, 1 flautí, 2 oboès, 1 corn anglès, 2 clarinets, 2 fagots |
| Metall                                                             |
| 4 trompes, 2 trompetes, 3 trombons, 1 tuba                         |
| Percussió                                                          |
| plats, 1 triangle, 1 bombo,                                        |
| Cantant                                                            |
| cor mixt                                                           |

### Argument

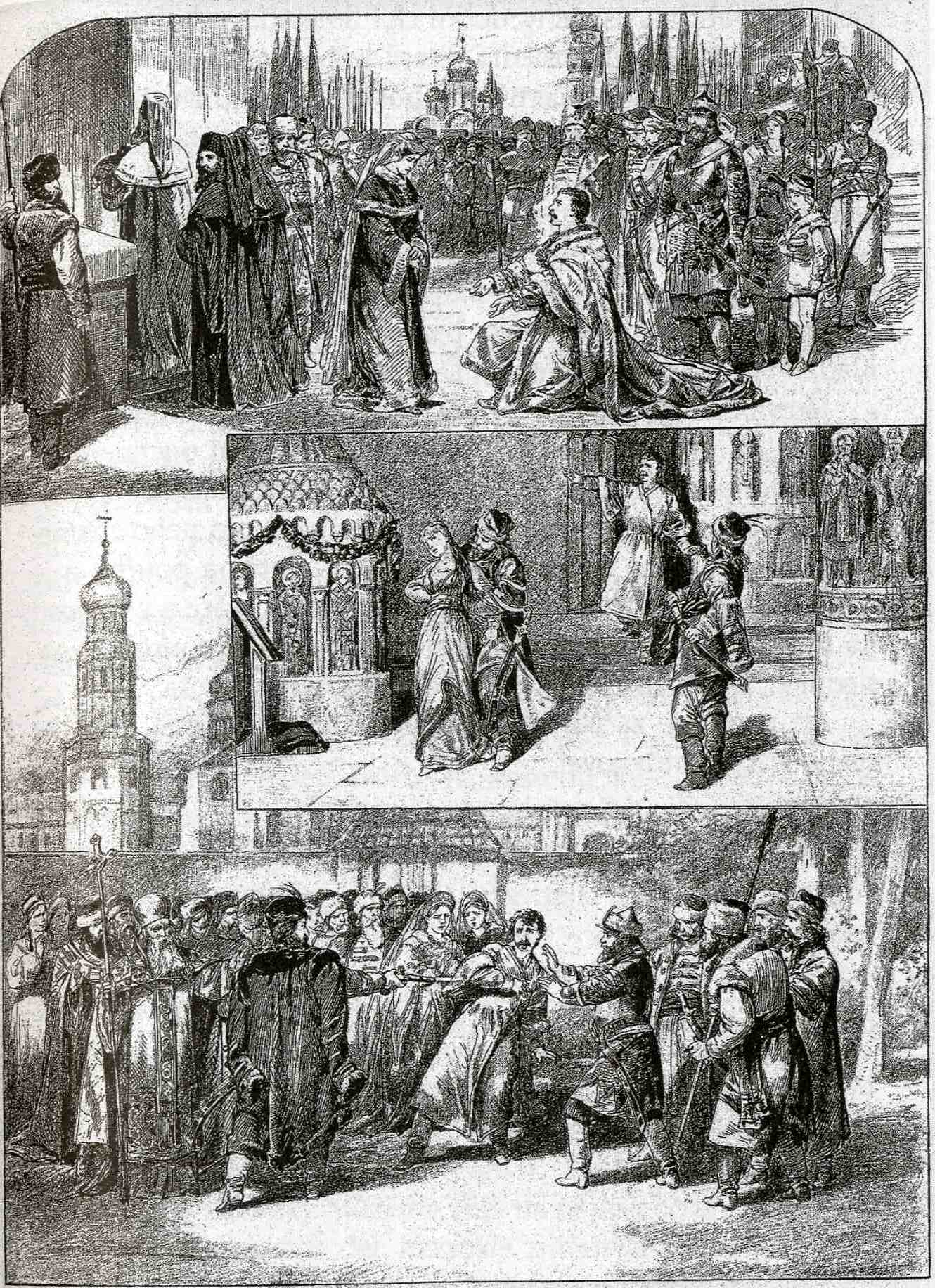
Escenes de Dimitrij d'Emil Zillich per la revista Světozor el 1883

La ciutat de Moscou durant l'any 1604.

#### Acte I
Un parc davant del Kremlin de Moscou: després de la mort del tsar Borís Godunov, el tron de Rússia queda vacant. Els seus fills, Fiodor i Xènia, competeixen amb Dimitrij, presumpte fill de l'anterior tsar, Ivan el Terrible. El polonès guanya el favor popular, amb la condició que la vídua d'Ivan, Marfa, el reconegui com el seu fill legítim. Dimitrij va a Moscou amb la seva dona, la polonesa Marina. La Marfa sap que és un impostor, encara que en realitat no sap que no és fill de l'Ivan. Per venjar el seu fill real que va ser assassinat, reconeix públicament a Dimitrij.

#### Acte II
Una sala al Kremlin: Els preparatius per a la coronació de Dimitrij estan en marxa al Kremlin, quan Dimitrij demana a la seva dona que es faci russa, tan en aparença com en voluntat. Ella s'hi nega i li demana que adopti els seus propis costums. Durant la discussió, un grup de nobles russos i polonesos es preparen per lluitar, quan Dimitrij els atura. Aquest últim, en la seva solitud, va al cementiri on estan enterrats Ivan i Boris. Allà coneix la Xènia i la salva de l'atac dels nobles polonesos, però no revela la seva identitat. Se'n va i, quan ell sent veus, s'amaga; escolta la conversa de Shuisky, conspirant contra ell. Dimitrij el fa arrestar.

#### Acte III
Una altra sala al Kremlin: de tornada al Kremlin, Dimitrij pensa en Xènia, abandonant la seva dona. Ella se n'adona i, tement per la influència dels polonesos a Rússia, li revela la seva veritable identitat: un criat acollit per un polonès. Aquesta notícia terroritza a Dimitrij.

#### Acte IV
Al pati de la casa de Shuisky: a casa de Shuisky, la Xènia es lamenta i pensa en el seu amor per l'impostor. Tot i que l'estima, es convenç de cedir i entra al convent. Xènia és finalment assassinada per Marina i aquesta revela públicament el secret de la identitat de Dimitrij. La gent li demana a la Marfa que torni a jurar que aquest és realment el seu fill, i com que està a punt de repetir-ho, és aturada per Dimitrij, que admet que no és el fill de l'Ivan. És assassinat per Shuisky.

## Enregistraments
- Dimitrij va ser gravat pel segell Supraphon el 1989, dirigit per Gerd Albrecht amb la Filharmònica de Praga i el Cor de la Ràdio Txeca, 3 CD.[13]